# Edwin McMasters Stanton
Edwin McMasters Stanton (Steubenville, 19 dicembre 1814 – Washington, 24 dicembre 1869) è stato un politico statunitense.

## Biografia
Fu avvocato famoso e nel febbraio 1859 fu chiamato a far parte del collegio di difesa del generale Daniel Edgar Sickles, nel famoso caso giudiziario che porta il nome dell'imputato, accusato di omicidio per aver ucciso Philip Barton Key II in quanto amante della moglie di Sickles, Teresa Bagioli, figlia del compositore italiano Antonio Bagioli, trasferitosi a New York nel 1832. La difesa convinse i giurati, grazie anche all'appassionata arringa di Stanton, e proclamò non colpevole il Sickles. Fu poi a capo del dipartimento di giustizia degli Stati Uniti dal 1860 al 1861 durante la presidenza di James Buchanan e segretario alla guerra durante la Guerra civile americana e nel periodo della ricostruzione, dal 20 gennaio 1862 al 28 maggio 1868.

### La guerra civile
Dal punto di vista politico, nel 1860, Stanton si oppose al repubblicano Abraham Lincoln. Dopo l'elezione di Lincoln a presidente, Stanton accettò di lavorare come consulente legale del segretario alla guerra Simon Cameron, del quale prese il posto il 15 gennaio 1862. Fu molto efficace nell'amministrare il vasto dipartimento della guerra, ma dedicò la maggior parte delle sue energie a perseguire gli ufficiali dell'Unione che sospettava avessero simpatie per il Sud - il più famoso di questi fu il maggiore generale Fitz John Porter -. Stanton usò tutto il suo potere di segretario affinché la corte marziale si pronunciasse contro i "ribelli" e impedisse loro qualunque avanzamento di carriera.
L'8 agosto 1862, Stanton emise un'ordinanza che imponeva «...l'arresto e l'imprigionamento di qualunque persona o persone che avessero preso parte, con atti, parole o scritti, nello scoraggiare l'arruolamento volontario, o in qualunque modo dato aiuto al nemico, o avessero svolto qualunque azione contro gli Stati Uniti d'America».
Rimase segretario alla guerra anche dopo l'assassinio di Lincoln.